# Ochotona (sottogenere)
Ochotona (Link, 1795) è un sottogenere dell'omonimo genere di mammiferi lagomorfi della famiglia degli Ocotonidi.
Al genere sono ascritte le specie conosciute col nome comune collettivo di pica della steppa, così denominati per la tendenza a vivere in habitat stepposi, prevalente pianeggianti (anche se a quote piuttosto alte, come l'altopiano tibetano), brulle e con temperature basse.

La tendenza di queste zone ad essere spazzate da forti venti ha fatto sì che questi animali raramente accumulino depositi di cibo ad essiccare, poiché essi verrebbero rapidamente sparpagliati. Questi animali tendono inoltre a vivere in gruppetti paragonabili a colonie, formati da una coppia con piccoli di varie nidiate, che restano coi genitori per il primo inverno e si allontanano in estate. Ciascun gruppo occupa un territorio di estensione piuttosto ampia (10 ettari).
Le specie di questo sottogenere sono caratterizzate da corporatura meno robusta rispetto a quella delle specie degli altri due sottogeneri di pica: la loro testa è inoltre dotata di occhi grandi e posti molto in avanti sul cranio, in modo da diminuire il più possibile la porzione di corpo da esporre al di fuori della tana quando l'animale si sporge per controllare se l'uscita è sgombra da predatori di sorta. Le tane di questi animali, infatti, sono piuttosto ramificate e scavate nel terreno, con uscita perpendicolare ad esso.

## Tassonomia
Al sottogenere vengono ascritte attualmente nove specie:
Ordine Lagomorpha
- Famiglia Ochotonidae
  - Genere Ochotona
    - Sottogenere Ochotona
      - Ochotona cansus - pica grigio
      - Ochotona curzoniae - pica dell'altopiano
      - Ochotona dauurica - pica daurico
      - Ochotona huangensis - pica di Tsing-Ling
      - Ochotona nubrica - pica di Nubra
      - Ochotona pusilla - pica nano
      - Ochotona rufescens - pica afgano
      - Ochotona thibetana - pica di Moupin
      - Ochotona thomasi - pica di Thomas